# 小行星2013
小行星2013（2013 Tucapel）是一颗围绕太阳公转的小行星。1971年10月22日，智利大學在Cerro El Roble发现了此天体。
該小行星以南美洲原住民馬普切人命名。
这颗小行星的绝对星等为237.95855等。